# Jerzy Sojka
Jerzy Janusz Sojka (ur. 21 września 1984 w Cieszynie) – polski teolog protestancki, doktor habilitowany nauk teologicznych, profesor Chrześcijańskiej Akademii Teologicznej w Warszawie i prodziekan Wydziału Teologicznego tej uczelni , radca świecki Rady Synodalnej Kościoła Ewangelicko-Augsburskiego w RP XV kadencji 2023–2028.

## Życiorys
Ukończył w 2008 roku studia w zakresie teologii ewangelickiej w Wydziale Teologicznym ChAT i uzyskał tytuł magistra na podstawie pracy Usprawiedliwienie w teologii Marcina Lutra w latach 1512–1520. Studiował także na Wydziale Teologii Ewangelickiej Uniwersytetu w Bonn (roczny pobyt 2011/2012). Został wykładowcą Wydziału Teologicznego ChAT. W 2012 po odbyciu studiów doktoranckich otrzymał na Wydziale Teologicznym ChAT stopień naukowy doktora nauk teologicznych na podstawie rozprawy Wieczerza Pańska jako nota ecclesiae w publikacjach Światowej Federacji Luterańskiej (promotor: Marcin Hintz, recenzenci: Bogusław Milerski, Rajmund Porada). 25 października 2018 roku na podstawie dorobku naukowego oraz monografii pt. Widzialne Słowo. Sakramenty w luterańskiej „Księdze zgody” (recenzenci: Grzegorz Chojnacki, Marcin Składanowski, Tadeusz Jacek Zieliński) uzyskał na tym wydziale stopień naukowy doktora habilitowanego nauk teologicznych.
1 lipca 2019 został profesorem Chrześcijańskiej Akademii Teologicznej w Warszawie.
Został członkiem redakcji czasopisma Rocznik Teologiczny. W 2019 roku został powołany na redaktora naczelnego czasopisma „Studia i Dokumenty Ekumeniczne”.
15 kwietnia 2023 roku zostały wybrany na radcę świeckiego Rady Synodalnej Kościoła Ewangelicko-Augsburskiego w RP XV kadencji 2023–2028.
Został prodziekanem Wydziału Teologicznego ChAT w kadencji 2024–2028.

## Wybrane publikacje
Publikacje autorskie
- Stawanie się wspólnotą. Wieczerza Pańska jako »nota ecclesiae« w publikacjach Światowej Federacji Luterańskiej, Wydawnictwo Naukowe Chrześcijańskiej Akademii Teologicznej w Warszawie, Warszawa 2021.
- Czytanie Reformatora. Marcin Luter i jego pisma, t. 2, Wisła 2017.
- Widzialne Słowo. Sakramenty w luterańskiej „Księdze zgody”, Wydawnictwo Naukowe Chrześcijańskiej Akademii Teologicznej w Warszawie, Warszawa 2016.
- Reformacja, t. 1–2 (współautor: Łukasz Barański), Wydawnictwo Augustana, Bielsko-Biała 2016–2017.
- Czytanie Reformatora. Marcin Luter i jego pisma, t. 1, Wisła 2014[1].

Redakcje prac zbiorowych
- Konfirmacja w dokumentach i opracowaniach Światowej Federacji Luterańskiej, Wydawnictwo Augustana, Bielsko-Biała 2017.
- Kościół i urząd kościelny w dokumentach i opracowaniach Światowej Federacji Luterańskiej (współredaktor: Marcin Hintz), Wydawnictwo Augustana, Bielsko-Biała 2014.
- Reformatorzy (współredaktorzy: Marcin Hintz, Łukasz Barański), Bielsko-Biała 2013[1].